# ウィリアムズ・FW42
ウィリアムズ・FW42 (Williams FW42) は、ウィリアムズが2019年のF1世界選手権参戦用に開発したフォーミュラ1カーである。

## 概要
2019年2月15日に画像が初公開された。それに先立つ2月11日に体制発表会が行われ、携帯電話会社の「ROKiT（ロキット）」がタイトルスポンサーになることが決まり、水色と白を基調としたカラーに変更された。

## 2019年シーズン
ドライバーはロバート・クビサがリザーブ兼開発ドライバーから昇格し2010年以来9年ぶりのF1復帰、メルセデスのジュニア・ドライバー・プログラム出身の新人ジョージ・ラッセルがチームメイトとなる。
前年は最下位に低迷した成績やタイトルスポンサーとなっていたマルティーニを失うなど暗いニュースばかりであったが、新たなタイトルスポンサーとしてロキットの獲得や実力があるとされるドライバーの起用など、明るいニュースもあった。ところが、2月18日からカタロニア・サーキットで行われる合同テストへの参加を優先し、その事前に行う予定であったシェイクダウンの中止を発表。ただ、この時点ではレギュレーションの変更が遅れた影響やシェイクダウンなしで合同テストへ参加する例もあったため、そこまで深刻に思われていなかった。
ところが、その方針に変更しても、マシンの完成が間に合わず、2日半遅れでマシンが現地に到着。これについては、シーズン後の別の取材の際、2019年のマシンのクラッシュテストは6回の不合格を出したことが判明。レギュレーションに関係なく、マシン開発が遅れたことが示唆された。3日目の2月20日に初走行を果たしたが、テスト用のパーツの到着はさらに遅れる見通しとなった。しかも、テスト用のパーツが到着してからも記録では下位に沈み、遅延を逆手にとってのマシン性能の向上はおろか、マシンの性能不足が露呈。更にスペアパーツ不足によりマシンデータの収集にも失敗。そのうえ、フロントサスペンションとミラーのデザインについてFIAに違法と指摘されたため、開幕までに微調整が必要となった。さらに開幕1週間前にチーフテクニカルオフィサー(CTO)のパディ・ロウが休職する事態となり、最終的には6月25日付でロウがウィリアムズチーム及び取締役会から退くことを発表された。
シーズン前半だが、違法箇所の修正は開幕戦オーストラリアGPまでに間に合ったものの、マシン性能は改善した兆候がなく、それどころかクビサはサイドミラーが脱落する事態に見舞われるなど、マシンが未完成な可能性も懸念される状況であった。他にもシーズン序盤は資金不足に起因するスペアパーツ不足により、レースペースが制限されるというチーム問題を抱え、第3戦中国GP終了後にはクビサが「前年型よりレースペースが悪化した印象がある」というコメントを筆頭に度々悲観的なコメントをし、ラッセルも肯定的なコメントでチームの士気を下げないように努力しているものの、厳しい状況であることは認めている。そんななか、第14戦イタリアGPまで2台とも全戦完走が続き、両ドライバー共に全戦完走の可能性が見えていたが、第15戦シンガポールGPでラッセルがロマン・グロージャンとの接触でリタイアしたことで途絶えた。
雨絡みのレースとなった第11戦ドイツGPでクビサが入賞したが、この時は入賞したマシンらのペナルティの影響による繰り上げの結果であり、それに対し控訴されたため結果が未確定であったが、9月25日に控訴が棄却されレース結果が確定。これにより年間無得点の事態は避けられることとなった。また、ラッセルが第12戦ハンガリーGPで予選Q1敗退が常態化していた中、Q2進出まであと一歩まで迫ったのが唯一の見せ場となった。だが、10位入賞基準となった2010年以降も不振の年はあれど自力入賞は記録し、予選もQ3進出を数回は果たしたのに対し、今季は入賞争いを一度もできず、予選は全てQ1落ちという大不振であり、チームの歴史上最悪と言っても過言ではないシーズンとなってしまった。

## スペック

### シャシー
- 型式：FW42
- シャシー構造：カーボンファイバー/ハニカムコンポジット構造
- フロントサスペンション：プッシュロッド式ダブルウィッシュボーン/スプリング&アンチロールバー
- リアサスペンション：プルロッド式ダブルウィッシュボーン/スプリング&アンチロールバー
- ギアボックス：ウィリアムズ 8速シームレスシーケンシャル・セミオートマチック+リバース/電子油圧制御によるギアセレクト
- クラッチ：カーボンマルチプレート
- ダンパー：ウィリアムズ製
- ホイール：ダイキャスト製鍛造マグネシウム
- タイヤ：ピレリ P-Zero
- ブレーキシステム：APレーシング 6ピストン（フロント）、4ピストン（リア）キャリパー/カーボンディスクブレーキ&パッド
- ステアリング：ウィリアムズ製パワーアシスト・ラック・アンド・ピニオン
- 燃料システム：ケブラー強化ゴムタンク
- 電子システム：FIA SECU スタンダードECU
- 冷却システム：アルミオイル&冷却水、ギアボックス・ラジエーター
- コックピット：75mmショルダーストラップ&HANSシステム付6点式シートベルト/着脱式ドライバー専用カーボンファイバーシート
- 全高：950mm
- 全幅：2,000mm
- 重量：733kg（燃料・冷却水・ドライバー含む）

## 記録
- ロバート・クビサ - 1点（ドライバーズランキング19位）
- ジョージ・ラッセル - 0点（同20位）

| 年   | No. | ドライバー | 1   | 2   | 3   | 4   | 5   | 6   | 7   | 8   | 9   | 10  | 11  | 12  | 13  | 14  | 15  | 16  | 17  | 18  | 19  | 20  | 21  | ポイント | ランキング |
| 年   | No. | ドライバー | AUS | BHR | CHN | AZE | ESP | MON | CAN | FRA | AUT | GBR | GER | HUN | BEL | ITA | SIN | RUS | JPN | MEX | USA | BRA | ABU | ポイント | ランキング |
| ---- | --- | ---------- | --- | --- | --- | --- | --- | --- | --- | --- | --- | --- | --- | --- | --- | --- | --- | --- | --- | --- | --- | --- | --- | -------- | ---------- |
| 2019 | 63  | ラッセル   | 16  | 15  | 16  | 15  | 17  | 15  | 16  | 19  | 18  | 14  | 11  | 16  | 15  | 14  | Ret | Ret | 16  | 16  | 17  | 12  | 17  | 1        | 10位       |
| 2019 | 88  | クビサ     | 17  | 16  | 17  | 16  | 18  | 18  | 18  | 18  | 20  | 15  | 10  | 19  | 17  | 17  | 16  | Ret | 17  | 18  | Ret | 16  | 19  | 1        | 10位       |

- 太字はポールポジション、斜字はファステストラップ（key）
- † 印はリタイアだが、90%以上の距離を走行したため規定により完走扱い。